# Письмо счастья (фильм)
«Письмо счастья» (англ. Chain Letter) — американский подростковый фильм ужасов, выпущенный в 2010 году и снятый режиссёром Деоном Тейлором. Главные роли исполнили Никки Рид, Брэд Дуриф и Кит Дэвид .

## Сюжет
Ученик старшей школы и компьютерный гик Нил Коннерс получает так называемое письмо счастья по электронной почте. В нём содержится угроза убийства, в случае если он не разошлёт это письмо пяти другим людям. Его сестра Рэйчел рассылает за него письмо только четырём людям: своим одноклассникам Джонни и Майклу, своей лучшей подруге Джесси и её бойфренду Донни. Нила это раздражает и он добавляет в список адресатов Рэйчел.
Некоторые из подростков, получившие письмо, не реагирует на него и удаляют. За ними начинает охоту маньяк, который расправляется с ними при помощи стальных цепей. А те, кто всё же рассылают, подвергают своих друзей опасности. За расследование череды жестоких убийств берётся детектив Креншоу. В список подозреваемых попадает преподаватель истории в школе, где учились погибшие ребята, ярый противник технологий.

## В ролях
| Актёр           | Роль                                  |
| --------------- | ------------------------------------- |
| Никки Рид       | Джессика «Джесси» Кэмпбелл            |
| Кит Дэвид       | детектив полиции Джим Креншоу         |
| Брэд Дуриф      | школьный учитель мистер Смиркер       |
| Коди Кэш        | ботаник Нил Коннерс                   |
| Шерилин Уилсон  | сестра Нила Рэйчел Коннерс            |
| Майкл Дж. Паган | приятель Джесси Майкл Грант           |
| Мэтт Коэн       | звезда школьного футбола Джонни Джонс |
| Ной Сеган       | автомеханик, парень Джесси Донни      |
| Бетси Расселл   | сержант полиции Хэмилл                |
| Чарльз Фляйшер  | специалист-психолог Фрэнк Уиггинс     |
| Бай Лин         | Джай Пэм                              |
| Брайан Ти       | Брайан Йи                             |

## Интерсные факты
- На 13-й минуте Нил играет на компьютере в World of Warcraft.

## Критика
Фильм был преимущественно негативно оценён критиками. На сайте Rotten Tomatoes рейтинг фильма составил всего 29%.
Майк Хэйл из «The New York Times» написал, что фильм плох по всем параметрам, начиная от «бессвязного повествования и невообразимо жестоких убийств», вплоть до «циничной концовки, намекающей на сиквел». Фрэнк Шек из «The Hollywood Reporter» назвал фильм «одним из немногочисленных примеров пыточной порнографии».